# Морио Кита
Морио Кита (яп. 杜夫 北} Кита Морио, 1 мая 1927 года — 24 октября 2011 года) — японский прозаик, эссеист и психиатр, работавший под псевдонимом. Настоящее имя — Сокиси Сайто (яп. 斎藤 宗吉 Сайто: Со:кити).
Был вторым сыном поэта Мокити Сайто. Сигэта Сайто , старший брат, тоже психиатр. Эссеист Юка Сайто — его дочь.

## Биография
Кита посещал школу Адзабу, высшую школу Мацумото (сейчас часть университета Синсю и окончил школу медицины Университета Тохоку. Сначала работал врачом в больнице университета Кэйо. Читая стихи своего отца и книги немецкого писателя Томаса Манна, решил стать писателем.
В 1954 году написал рассказ «Призраки», печатавшийся частями с 1952 по 1953 года в журнале «Bungei Shuto». Около 1960 года написал рассказ «В углу ночи и тумана», действие которого происходит во время Второй мировой войны. В 1964 написал роман «Семья Нирэ». Действие книги разворачиваются во время реставрации Мэйдзи (1868—1889).
Страдал биполярным аффективным расстройством в среднем возрасте.

## Награды
В 1960 году получил Премию Акутагавы за роман «В углу ночи и тумана», который берёт свое название от Нахт унд Небель, нацистской кампании по ликвидации евреев, душевнобольных и других меньшинств. Роман затрагивает морально тяжелое положение работников в немецкой психиатрической больнице в последние годы Второй мировой войны. Они сталкиваются с требованиями СС, которые подразумевают что наиболее тяжелые больные будут отправлены в специальный лагерь, где они будут устранены. Тем временем морально сознательные врачи предпринимают отчаянные усилия, чтобы защитить пациентов, бросив вызов властям. Параллельная тема — личная трагедия молодого японского исследователя, связанная с психдиспансером, чья шизофрения вызвана исчезновением его половины — еврейской жены.)

### Новеллы
- Призраки (1954)
- Семья Нирэ (1964/1984)
- Времена Хокусая (сборник, 1967)
  - Продается Япония
  - Машина времени
  - Свет утра
  - Жёлтный корабль

### Эссе
- Papa wa Tanoshii Sōutubyō